# Djurgården Hockey
Djurgården Hockey ist die Eishockeyabteilung des schwedischen Sportvereins Djurgårdens Idrottsförening. Sie wurde 1922 gegründet und gewann bisher 16 schwedische Meistertitel. Seit 2022 gehört der Klub der zweitklassigen HockeyAllsvenskan an, stieg am Ende der Saison 2024/25 wieder in die erste Liga Svenska Hockeyligan auf.

## Geschichte
1922 wurde im Verein Djurgårdens IF eine Sektion Eishockey eingerichtet. Zur Mannschaft gehörten nur sechs Spieler, aber das war zu dieser Zeit nichts Ungewöhnliches. In den folgenden Jahren konnte man sich personell verstärken und 1926 gewann man zum ersten Mal die schwedische Meisterschaft. Nachdem viele Spieler 1934 ihre Laufbahn beendet hatten, wurde die Eishockeysektion bis auf weiteres stillgelegt. Erst vier Jahre später bildete sich eine neue Mannschaft.
Nach 1950 begann eine der erfolgreichsten Phasen des Vereins. Von den acht Meistertiteln, die bis 1970 gewonnen wurden, erkämpfte man zwischen 1958 und 1963 sechs in direkter Folge. In dieser Zeit waren 8 bis 9 Spieler aus der Mannschaft im schwedischen Nationalteam. Danach dauerte es aber fast 20 Jahre, bis der nächste Meistertitel gewonnen wurde. Der Start in die neu eingerichtete Elitserien missglückte und so stieg Djurgårdens IF 1976 ab. Ein Jahr später war die Mannschaft wieder erstklassig und kam dabei sogar ins Finale, wo man aber gegen den MoDo AIK verlor.
Die folgende Zeit war durch ein ständiges Auf und Ab geprägt. Neben den Meistertiteln von 1983, 1989, 1990 und 1991 gab es auch Spielzeiten, in denen man knapp die Teilnahme an der Kvalserien, die über den Verbleib in der höchsten Spielklasse entschied, verhindern konnte. Am erfolgreichsten war das Jahr 1990, als die Mannschaft Sieger des Europapokals wurde. Ein Jahr später konnte man diesen Titel durch ein 7:3 im Finale gegen die Düsseldorfer EG verteidigen, obwohl man in der Landesmeisterschaft nur Zweiter wurde.
Zu Beginn des laufenden Jahrhunderts gelangen noch einmal zwei Meistertitel, vor allem aufgrund eines neuen Spielstiles, der den Namen Torpedohockey erhielt.

## Erfolge
- Schwedischer Meister: 1926, 1950, 1954, 1955, 1958, 1959, 1960, 1961, 1962, 1963, 1983, 1989, 1990, 1991, 2000, 2001
- Europapokal: 1990, 1991

## Spieler und Trainer

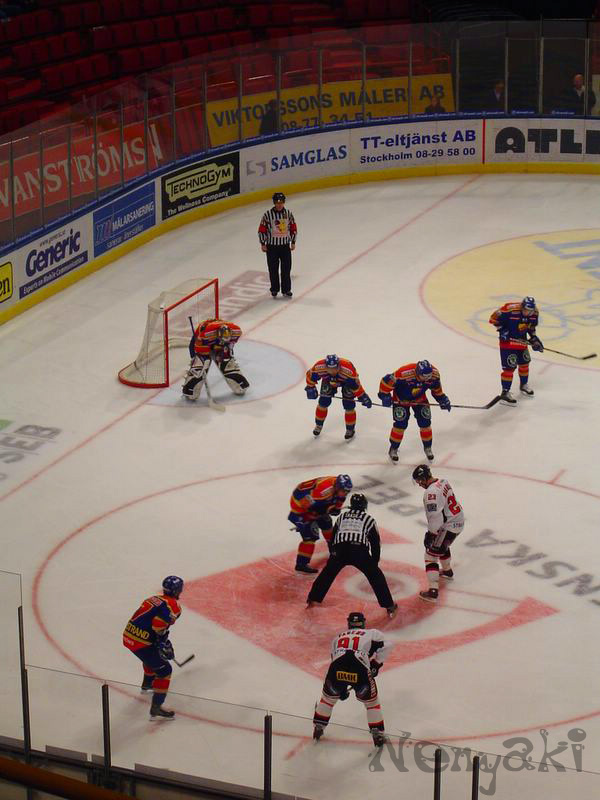
Elitserien-Duell gegen die Malmö Redhawks

### Trainer
- 1975–1978 Hans Mild
- 1978–1979 Eilert Määttä
- 1979–1981 Bert-Ola Nordlander
- 1981–1984 Leif Boork
- 1984–1986 Gunnar Svensson
- 1986      Lars-Fredrik Nyström
- 1986–1987 Leif Boork
- 1987–1988 Ingvar "Putte" Carlsson
- 1988–1990 Tommy Boustedt
- 1990–1994 Lars Falk
- 1994–1996 Tommy Boustedt
- 1996–1997 Stephan Lundh
- 1997–1998 Niklas Wikegård
- 1998–1999 Mats Waltin
- 1999–2001 Mats Waltin und Hardy Nilsson
- 2001–2002 Kent Johansson
- 2002–2005 Niklas Wikegård
- 2005–2008 Hans Särkijärvi
- 2008–2009 Mikael Johansson und Tomas Montén
- 2009–2012 Hardy Nilsson
- 2012 Tony Zabel
- 2012 Charles Berglund
- 2012–2014 Tony Zabel
- 2014–2016 Hans Särkijärvi
- 2016–2021 Robert Ohlsson
- 2021 Barry Smith
- 2021–2022 Mikael Aaro
- 2022 Joakim Fagervall
- 2022–2023 Johan Garpenlöv
- seit Nov. 2023 Michael Holmqvist

### Nicht mehr zu vergebende Trikotnummern
- #2 – Roland Stoltz
- #2 – Charles Berglund
- #5 – Sven „Tumba“ Johansson
- #11 – Jens Öhling
- #12 – Lasse Björn
- #16 – Nichlas Falk
- #22 – Håkan Södergren
- #25 – Mikael Johansson
- #27 – Thomas Eriksson

### Bekannte ehemalige Spieler
- Tommy Albelin
- Charles Berglund
- Lasse Björn
- Arto Blomsten
- Dan Boyle
- Johan Forsander
- Fredrik Bremberg
- Mariusz Czerkawski
- Christian Due-Boje
- Per Eklund
- Nils Ekman
- Thomas Eriksson
- Nichlas Falk
- Johan Garpenlöv
- Erik Gustafsson
- Anders Hedberg
- Jonathan Hedström
- Anders Huusko
- Erik Huusko
- Patric Hörnqvist
- Mikael Johansson
- Sven „Tumba“ Johansson
- Thomas Johansson
- Anders Kallur
- Adrian Kempe
- Patric Kjellberg
- Espen Knutsen
- Niklas Kronwall
- Eddie Läck
- Gabriel Landeskog
- Stig Larsson
- Mikael Magnusson
- Ove Malmberg
- Tommy Mörth
- Marcus Nilson
- Kent Nilsson
- Björn Nord
- Johnny Oduya
- Vladimír Országh
- Kristofer Ottosson
- Jens Öhling
- Jimme Ölvestad
- Marcus Ragnarsson
- Rolf Ridderwall
- Mats Sundin
- Leif Svensson
- Roland Stoltz
- Hans Särkijärvi
- Håkan Södergren
- Tommy Söderström
- Marcus Sörensen
- Mikael Tellqvist
- Michael Thelvén
- José Théodore
- Dmytro Timashov
- Daniel Tjärnqvist
- Mathias Tjärnqvist
- Marty Turco
- Hans Tvilling
- Stig Tvilling
- Jan Viktorsson
- Ossi Väänänen
- Mats Waltin
- Alexander Wennberg